# 柏林镇 (陇南市)
柏林镇，是中华人民共和国甘肃省陇南市武都区下辖的一个乡镇级行政单位。
2014年，甘肃省民政厅批复同意撤销柏林乡，设立柏林镇。

## 行政区划
柏林镇下辖以下地区：
罗湾村、袁家坝村、杨庄村、下渠道村、上渠道村、田家沟村、石桥子村、腰坡村、湾儿下村、浩家沟村、指甲山村、王家山村、牙头里村、大庄头村、梨树湾里村、杨地湾村、大社科村、袁家塄村、赵家湾村、五角坪村和李家山村。